# Древнерусская тоска
«Древнеру́сская тоска́» — песня из альбома «Снежный лев» 1996 года группы «Аквариум» (текст и музыка Бориса Гребенщикова).

## Содержание
Куда ты, тройка, мчишься, куда ты держишь путь?

Ямщик опять нажрался водки или просто лег вздремнуть,

Колеса сдадены в музей, музей весь вынесли вон,

В каждом доме раздается то ли песня, то ли стон,

Как предсказано святыми все висит на волоске,

Я гляжу на это дело в древнерусской тоске…
В песне нашли отражения те изменения, которые произошли в российском обществе, в русском менталитете и культуре в результате Перестройки и последующих событий. Для выражения своих идей автор прибегает к символам и метафорам: в тексте, изображающем реалии конца XX века, упоминаются древнерусские персонажи: князь Владимир, Ярославна, три богатыря — Илья Муромец, Добрыня Никитич и Алёша Попович, бояре и др. В качестве элементов чуждой культуры выступают турки, которые «строят муляжи Святой Руси за полчаса», журналы «Playboy» и «Vogue», издаваемые «боярами», кришнаиты, шагающие «строем по Арбату и Тверской», и т. п.

## Текст
Текст песни состоит из 5 шестистиший, написанных шестистопным ямбом с мужскими окончаниями. Схема рифмовки — aabbcc. Каждый из первых четырёх куплетов заканчивается строкой «Я гляжу на это дело в древнерусской тоске». Заключительная строка пятого куплета и всей песни — «Я боюсь, что сыт по горло древнерусской тоской».
В «Древнерусской тоске» присутствуют реминисценции из хрестоматийных произведений русской литературы. Это финал 1-го тома «Мёртвых душ» Н. В. Гоголя («Не так ли и ты, Русь, что бойкая необгонимая тройка, несешься? <…> Русь, куда ж несешься ты, дай ответ? Не дает ответа» — ср. у Гребенщикова: «Куда ты, тройка, мчишься, куда ты держишь путь?»), а также рассуждение о колесе в 1-й главе 1-го тома («<…>только два русские мужика, стоявшие у дверей кабака против гостиницы, сделали кое-какие замечания, относившиеся, впрочем, более к экипажу, чем к сидевшему в нём. „Вишь ты, — сказал один другому, — вон какое колесо! что ты думаешь, доедет то колесо, если б случилось, в Москву или не доедет?“» — ср. «Колёса сдадены в музей»), «Размышления у парадного подъезда» Н. А. Некрасова («Выдь на Волгу: чей стон раздается // Над великою русской рекой? // Этот стон у нас песней зовется — // То бурлаки идут бечевой!..» — ср. «В каждом доме раздается то ли песня, то ли стон…»), плач Ярославны из «Слова о полку Игореве» («Ярославна рано плачет в Путивле…» — ср. «У Ярославны дело плохо, ей некогда рыдать…»).

## Влияние на культуру
Аллюзия на «Древнерусскую тоску» содержится в песне «Мой фильм» из альбома «Шекогали» группы «Чайф» (слова Владимира Шахрина, музыка Вячеслава Двинина): «Чем выше солнце, // Тем короче тень на песке // Она смеется ну а он в древнерусской тоске».

## Участники записи песни
- Борис Гребенщиков — голос, акустическая соло-гитара, губная гармошка
- Алексей Зубарев — соло-гитара
- Олег Сакмаров — клавишные, струнные аранжировки
- Александр Титов — бас
- Сергей Щураков — аккордеон
- Андрей Суротдинов — скрипка
- Андрей Вихарев — перкуссия
- Дэйв Мэттакс[англ.] — шейкер, бубен